# Sasics Szvetiszláv
Sasics Szvetiszláv (Sátoraljaújhely, 1948. január 19. – 2025. május 13.) olimpiai bronzérmes és világbajnok magyar öttusázó.

## Életpályája
A budapesti Piarista Gimnáziumban (amely akkor a Mikszáth Kálmán téren működött) kezdte gimnáziumi tanulmányait, ahová 1962 és 1965 között járt (a 2. osztályt ismételve).1967-ben az Óbudai Árpád Gimnáziumban érettségizett. 1964-ben a Bp. Spartacusban kezdett sportolni, először vízilabdázott, aztán úszott (edzői Ölveczky Vilmos és Tumpek György voltak), 1967-töl az Újpesti Dózsában úszóként és öttusázóként. 1969-től 1971-ig a Csepel SC, 1972-től a Bp. Honvéd versenyzője volt.
Háromtusában 1969-ben junior bajnok, 1970-ben felnőtt bajnok és csapatbajnok volt. Öttusában 1975-ben világbajnok volt csapatban. Az 1976-os olimpián bronzérmet szerzett a csapat tagjaként. Részt vett az 1978-as világbajnokságon, ahol csapatban 5., egyéniben hatodik volt. 1980-ban fejezte be az élsportot.

## Díjai, elismerései
- Az év magyar öttusázója (1978)